# Irena Dowgielewicz
Irena Dowgielewicz (ur. 31 grudnia 1917 w Kijowie, zm. 21 lutego 1987 w Zielonej Górze) – polska pisarka i poetka.

## Życiorys
W 1937 roku podjęła studia na wydziale architektury Politechniki Warszawskiej. Po wojnie trafiła na ziemie zachodnie, po czym osiadła na stałe w Gorzowie Wielkopolskim. Debiutowała w 1934 r. w toruńskim czasopiśmie młodzieży szkolnej Nasze Prace. Laureatka wielu nagród literackich i odznaczeń państwowych przyznanych za twórczość literacką, m.in. Nagrody Ministra Kultury. Członek Związku Literatów Polskich, odznaczona Krzyżem Kawalerskim Orderu Odrodzenia Polski. Jej utwory tłumaczono na niemiecki, rumuński, słowacki.
Pochowana na cmentarzu komunalnym w Gorzowie Wielkopolskim (4R/3/2).

## Twórczość

### Poezja
- Sianie pietruszki (1963)
- Stadion dla biedronki (1970)
- Tutaj mieszkam (1973)

### Proza
- Lepszy obiad (1962)
- Przyjadę do ciebie na pięknym koniu (1965)
- Krajobraz z topolą (1966)
- Most (1968)